# Uileacu de Beiuș, Bihor
Uileacu de Beiuș, colocvial Uilac, (în maghiară Belényesújlak, în trad. "Satu Nou de Beiuș") este satul de reședință al comunei cu același nume din județul Bihor, Crișana, România.